# الحمراء (الرياض)
حي الحمراء (باللغة الإنجليزية: Al Hamra) هو حي شهير في الرياض، المملكة العربية السعودية. يقع في الجزء الشمالي الشرقي من المدينة، ويستضيف مواقع مهمة ومعالم محلية شهيرة، مثل حديقة حي الحمراء، والحكير لاند، وستار سيتي بارك، ومنتجعات المرسى، ومدارس رياض نجد، ومشفى أستر سند، ومكتبة جرير، وملاهي ووتر سبلاش (الحديقة المائية)، والعديد من الأماكن.

## موقع
حي الحمراء من أحياء الرياض، يقع بين مخرجين 9 و10 و يحد حي الحمراء من الشرق شارع خالد بن الوليد، ومن الشمال طريق الإمام سعود بن عبد العزيز، ومن الغرب الطريق الدائري الشرقي والذى به المدينة الترفيهية الحكير لاند، ومن الجنوب طريق الملك عبد الله بن عبد العزيز.

## معالم مشهورة
- حديقة الحمراء
- الحكير لاند
- ستار سيتي بارك
- منتجعات المرسى
- دفقة الماء
- مدارس رياض نجد
- مشفى أسترسند
- السيف الهندسية
- مكتبة جرير